# Nagarkurnool
Nagarkurnool è una suddivisione dell'India, classificata come census town, di 26.176 abitanti, situata nel distretto di Mahbubnagar, nello stato federato del Telangana. In base al numero di abitanti la città rientra nella classe III (da 20.000 a 49.999 persone).

## Geografia fisica
La città è situata a 16° 28' 60 N e 78° 19' 60 E e ha un'altitudine di 450 m s.l.m..

## Società

### Evoluzione demografica
Al censimento del 2001 la popolazione di Nagarkurnool assommava a 26.176 persone, delle quali 13.607 maschi e 12.569 femmine. I bambini di età inferiore o uguale ai sei anni assommavano a 3.152, dei quali 1.701 maschi e 1.451 femmine. Infine, coloro che erano in grado di saper almeno leggere e scrivere erano 18.572, dei quali 10.717 maschi e 7.855 femmine.